# Women’s Political and Economic Organization
Women’s Political and Economic Organization (WPEO) var en guyansk kvinnorättsorganisation, verksam mellan 1946 till 1948. Det var Guyanas första feministiska aktivistgrupp och starten på kvinnorörelsen i Guyana. 
WPEO grundades av Janet Jagan, Winifred Gaskin och Frances Van Stafford.

WPEO organiserade kvinnor från alla klasser och etniska bakgrunder för att verka för bostadsfrågor, mödra- och barnavård, kvinnors rätt att sitta i jury, olika former av diskriminering mot kvinnor, att registrera den lilla minoritet kvinnor som hade rösträtt, och att verka allmän rösträtt och valbarhet för kvinnor. WPEO var den första kvinnoorganisation i Guyana som verkade för kvinnors rättigheter, och höll demonstrationer, offentliga tal och en protestmarsch tillsammans med arbetarrörelsen TUC.

WPEO upplöstes 1948 och aktivismen för kvinnors rösträtt inkluderades sedan i socialistiska People's Progressive Party (PPP) när den formades 1950, och drevs av dess kvinnoförbund Women’s Progressive Organization (WPO), som en del av kampanjen för allmän rösträtt för alla vuxna, tills den slutligen infördes genom Waddington Constitution som infördes före valet 1953. 